# كورتيس بلدسو
كورتيس بلدسو (بالإنجليزية: Curtis Bledsoe)‏ هو لاعب كرة قدم أمريكية أمريكي، ولد في 19 مارس 1957 في أوديسا في الولايات المتحدة.